# 查爾斯·庫利
查爾斯·霍頓·庫利（英語：Charles Horton Cooley，1864年—1929年）是一位美國社會學家。
他在密西根大學獲得了經濟學的文學學士學位（1887年）和哲學博士學位（1894年），但他博士論文寫的是他真正有興趣的社會學方面的主題，只是當時密西根大學還沒有社會學系，因此只得從經濟學研究所取得學位，他的學位考還是哥倫比亞大學社會學系的教授群來主持的。他從1892年起，一生都在密西根大學任教。
庫利對於自我的觀念有重要的貢獻。他認為心智不但不是像笛卡兒所認為的超然於外在的世界，反倒是個人與世界互動的產物。

## 鏡中自我
庫利以「鏡中自我」（looking-glass self）來形容自我是人與人不斷互動的產物。把別人當作一面鏡子，而自我意識是從別人對自己的反映而建立的。
這鏡中我有三方面的要素：
1.表現(presentation)：想像我在他人心目中的形象。  我以為別人看到我什麼。這並不一定就是別人真的看到我這些什麼，而是我以為他看到的。
2.辨認(identification)：想像他人對此形象的看法。  我以為別人看到我的這些什麼後會有什麼想法。這也並不真的就是別人有的想法，而是我以為他有的想法。
3.主觀解釋(subjective interpretation)：根據「別人對自己的看法」，而產生自我的感覺。 我對我以為的別人的想法有什麼想法。

## 原初群體
庫利另外一個至今仍廣為學者所引用的概念就是「原初群體」（primary group）。
他對原初群體的定義是一個面對面親密地關聯與合作的群體。原初群體有塑造自我的力量，就是使鏡中我得以形成的群體。最常見的原初群體就是家庭、鄰里與同儕團體。他認為原初群體中所顯出的人際關係之特性就是哲學家所說的「人性」。人性不是在個人裡面的某種特性，因為無論個人有什麼特性都是由原初群體所塑造出來的，若脫離原初群體，這樣的特性也會退化消失的。而原初群體中的人類特性是放諸四海皆然，所有人類社群都基本相同的。